# کبک مالزی
کبک مالزی (نام علمی: Arborophila campbelli) نام یک گونه از سرده کبک‌های تپه است.